# Bombardier Transportation
Bombardier Transportation fue una empresa ferroviaria de fabricación de equipos de ferrocarril perteneciente a Alstom desde 2021 y anteriormente filial de Bombardier. Tiene su sede en Berlín, Alemania, y su actual presidente es André Navarri.

## Historia
En 1970, Bombardier compró la compañía austriaca Lohner-Werke, un fabricante de material ferroviario que hizo que se adentrara en la industria ferroviaria.
En 1975 adquiere Montreal Locomotive Works y expande su negocio en el mercado norteamericano. En 1980, Bombardier construyó una fábrica en el norte de Estados Unidos, con el fin de poder optar a contratos que incluyesen una cláusula de fabricación en el país. En 1982, Bombardier recibe un pedido de 825 coches para el metro de Nueva York, el mayor contrato previamente otorgado a un fabricante canadiense. En 1984 compró la planta de Alco en Auburn (Nueva York), dándole acceso a la tecnología de motores diesel de locomotoras. En 1985 creó una filial en los Estados Unidos, responsable de la comercialización en este país de los sistemas de transporte integrados. 
En 1988 amplía su mercado a Europa con la compra de La Brugeoise et Nivelles en Bélgica y la ANF Industrie en Francia en 1989.
En 1992 compra la Constructora Nacional de Carros de Ferrocarril en México y UTDC en  Canadá, donde cubre todas las actividades relacionadas con el marketing, diseño, ingeniería y gestión de proyectos llave en mano de sistemas de transporte de su filial en el mismo campo en los Estados Unidos para formar una nueva división en Ontario, Canadá. Por último en Alemania, donde compró Waggonfabrik Talbot GmbH en 1995 y el Deutsche Waggonbau AG en 1998.
En 2021 es adquirida por Alstom en su totalidad.

## México
Bombardier también tiene una planta en México que antes era de la empresa C.N.C.F. o Concarril (Constructora Nacional de Carros de Ferrocarril), que ha cumplido 25 años en este país. La planta mexicana de Bombardier, localizada en Ciudad Sahagún Hidalgo ha rehabilitado en 1995, 1996, 1998 y 1999 los trenes del Metro de la Ciudad de México modelo MP-68 que circulan en las líneas 5, 7 y B. Anteriormente, la planta canadiense Bombardier había fabricado los trenes del Metro de México D.F. modelo NC-82 que circularon por mucho tiempo en la Línea 2 y que posteriormente fueron movidos a la Línea 5 y un menor número a la Línea 1. En el 2007 el menor número de trenes NC-82 de la Línea 1 fue movido a la línea 5 y posteriormente a la Línea 9. Bombardier también fabricó trenes TE-90, TE-95 y TE-06 para el Tren Ligero de la Ciudad de México.
En 1998, ya con el nombre Bombardier Transportation México, entrega 9 trenes de rodadura férrea para el Metro de la Ciudad de México, modelo FM-95A.
En 2001, Bombardier firma un consorcio con CAF para construir y arrendar 45 trenes de rodadura neumática (NM-02) para México, dichos trenes fueron diseñados por CAF, 35 de ellos fueron construidos por Bombardier Transportation México y 10 por CAF. Estos trenes en su mayoría circulan por la Línea 2 del Metro de la Ciudad de México, mientras que otros circulan por la Línea 7 del metro de la misma ciudad.

## España
Los centros de trabajo de Bombardier Transportation en España se integraron en Alstom en 2021, pasando a ser 37 en total, entre los que sobresalen el de Santa Perpetua de Moguda (Barcelona), de fabricación de todo tipo de trenes, como cercanías, metro, tranvías, alta velocidad o lanzaderas intercity; el del Valle de Trápaga (Vizcaya), de fabricación de sistemas de propulsión para trenes; el centro de ingeniería e I+D situado en la sede corporativa de Alstom en Madrid; y el centro de excelencia de señalización que Bombardier tenía en San Sebastián de los Reyes (Madrid). 
Los principales clientes y trenes con participación de Bombardier Transportation en España son:
- Renfe: Series 102, 112, 130, 253, 446, 447 y 594.
- Metro de Madrid: Series 2000, 3000, 5000, 6000 y 8000
- Metro de Bilbao: Series 500 y 550
- FGC: Series 112, 213
- FGV: tranvía de Valencia, de Alicante y UT3900
- Metro de Sevilla: Serie 100